# Taita (Ethnie)
Die Taita sind eine Ethnie in Südost-Kenia. Die Taita leben in der ehemaligen Küstenprovinz und im Distrikt Taita. Die größte Ortschaft heißt Voi (ca. 60.000 Einwohner). Die vorherrschende Religion ist das Christentum.
Die ersten Taita und ihre Vorgänger besaßen ein Bewässerungssystem zum Anbau von Nutzpflanzen. Es werden Hirse, Mais, Zuckerrohr, Bananen, Bohnen, Maniok und Tabak angebaut.

## Sprache
Eine Zählung im Jahr 1989 ergab 203.389 Sprecher der Taita-Sprache. Alternative Bezeichnungen der Sprache sind: Dabida, Dawida, Kitaita, Teita. Die meisten Sprecher beherrschen auch Swahili.
Der ISO 639-3 Sprachcode ist dav.